# Берестяной
Берестяной — ручей в России, протекает по территории Сумпосадского сельского поселения Беломорского района Республики Карелии. Длина ручья — 10 км.
Ручей берёт начало из болота без названия и далее течёт преимущественно в северо-восточном направлении по заболоченной местности.
Ручей в общей сложности имеет три малых притока суммарной длиной 4,7 км.
Впадает на высоте ниже 22,0 м над уровнем моря в реку Большую Кетьмуксу, устье которой находится на Поморском берегу Онежской губы Белого моря.
Населённые пункты на ручье отсутствуют.
Код объекта в государственном водном реестре — 02020001412102000006924.